# Amoaba plumosa
Amoaba plumosa là một loài bọ cánh cứng trong họ Cerambycidae.